# Nationalpark Bordschomi-Charagauli
Der Bordschomi-Charagauli-Nationalpark (georgisch ბორჯომ-ხარაგაულის ეროვნული პარკი, bordschom-charagaulis erownuli parki) ist ein Naturschutzgebiet im südlichen Zentralteil Georgiens. Er liegt im Kleinen Kaukasus und umfasst rund 85.000 Hektar. Der Park liegt auf einer Höhe von 400 bis 2.642 Metern.

## Geschichte
Der Bordschomi-Charagauli-Nationalpark ist der erste Nationalpark Georgiens.
Kerngebiet des Parks ist ein früherer Sapowednik, ein schon zu sowjetischen Zeiten streng geschütztes Gebiet. Der Nationalpark wurde 1995 auf Beschluss des georgischen Parlaments gegründet und mit Unterstützung der Bundesrepublik Deutschland und des WWF Deutschland eingerichtet. Die Kreditanstalt für Wiederaufbau stellte für das Projekt zwischen 1999 und 2003 insgesamt 19,18 Millionen Deutsche Mark zur Verfügung. Davon wurden 2,5 Millionen Mark für den Park und 16,68 Millionen Mark für die Infrastruktur in der Pufferzone um den Park investiert.
503,25 km² in der Kernzone des Nationalparks gehören zu den von der European Wilderness Society zertifizierten Wilderness-Gebieten.

## Flora und Fauna
Im nördlichen Teil des Parks, auf einer Höhe von 400 bis 1.800 Metern über dem Meeresspiegel, dominiert der kolchische Lorbeerwald mit Rhododendren, Kirschlorbeer und Steineichen. Auf 2.000 Metern Höhe finden sich subalpine Wiesen mit hohem Gras und im Sommer bunt blühendem kaukasischem Lotus, Hahnenfuß, Frauenmantel sowie Windröschen. Im Park leben Braunbären, Wölfe, Luchse, Rehe und Gämsen sowie Steinadler und Rothirsche. Die höchsten Berge im Park sind der Sametschwario (2.642 m), der Schawimta (2.511 m) und der Zchalzitela (2.496 m). Auf dem Parkgelände entspringen verschiedene Heilquellen, darunter Zanawi (Markenname Bordschomi light) und Larebi (Markenname Bordschomi super light).

## Tourismus
Der Park ist von April bis Oktober geöffnet. Er verfügt über zehn Wanderpfade in verschiedenen Schwierigkeitsstufen, die von Mai bis Oktober oder November begehbar sind. Sie können in Begleitung zertifizierter Führer genutzt werden. Sie erlauben Wanderungen zwischen einem und fünf Tagen und verlaufen auf Höhen zwischen 800 und 2.642 Metern. Unter den Pfaden ist auch der „Pfad Zar Nikolaus II.“, des Herrschers Lieblingsweg von seiner Sommerresidenz nahe dem Dorf Likani in das Gebirge. Besucher können zwischen fünf Eingängen wählen. Der Haupteingang und das Besucherzentrum befinden sich bei dem unmittelbar an den Park grenzenden Kurort Bordschomi. Für Übernachtungen stehen Gasthäuser und Campingplätze an den Parkeingängen zur Verfügung. Während der Wanderungen können Ranger- und Schutzhütten mit einfacher Ausstattung genutzt werden.